# XP-79 (航空機)
XP-79 フライング・ラム
XP-79B
（s/n 43-52437）
- 用途：戦闘機
- 設計者：ジャック・ノースロップ
- 製造者：ノースロップ
- 運用者：アメリカ陸軍
- 初飛行：1945年9月12日
- 生産数：1機
- 退役：1945年9月12日
- 運用状況：退役（大破）

XP-79は、アメリカ合衆国のノースロップ社がアメリカ陸軍航空軍用に試作した戦闘機である。フライング・ラム (FLYING RAM：空飛ぶ衝角) の異名を持つ。

## 概要
ノースロップ社は第二次世界大戦中に全翼機の研究を続けていた。アメリカ陸軍航空軍に対して、全翼機の採用を働きかけていたが、1943年1月にXP-79として3機の試作機の受注に成功した。この機体は開発中のXCAL-200ロケットエンジン装備とされていたが、肝心のロケットエンジンの完成の見込みが立たず、結局キャンセルとなった。
しかし、「全翼型の小型高速迎撃機」というコンセプトそのものに対する陸軍航空軍の関心は強く、エンジンをターボジェットエンジン装備とした機体の計画がXP-79Bとして新たに開始されることになった。
2機が発注されたXP-79Bの試作1号機は、第二次世界大戦終戦後の1945年9月12日にミューロック乾湖にて初飛行した。しかし、飛行開始後15分で機体は原因不明のスピンに陥り、そのまま墜落・大破炎上し、テストパイロットのハリー・クロスビー（Harry Crosby）は死亡した。このため、既に戦争も終結していたこともあってXP-79はキャンセルとなり、飛行可能な状態で製作された機体も事故で失われた1号機のみである。
その後、1995年にXP-79Bのものと思しき、胴体部のセミ・モノコック構造のみの残骸が、プレーンズ・オブ・フェイム航空博物館のジャンクヤードで目撃されている。

## 機体構成
当初、XP-79はロケットエンジンで飛行するとされており、腐食性の強いロケット燃料から機体を保護し、高加速度による負荷に耐えるために厚い外皮を持つマグネシウム合金のセミ・モノコック構造として設計された。この機体構造は推進方式がロケットエンジンからターボジェットエンジンに改められた後も変更されなかった。機体中央部にはターボジェットエンジン2基を備え、エンジンに挟まれる形で操縦席が設けられていた。風防（キャノピー）はパイロットの前面に配置され、機体と一体化したデザインとなっている。「操縦席」というものの実際には「席（シート）」はなく、操縦者は腹ばい状態で搭乗し操縦した。これは高い加速度や急上昇によるパイロットへの負担を軽減する目的と、機体上面に風防（キャノピー）を突出することによる空気抵抗の増大を避ける目的による設計である。このような操縦席の研究は各国で行われていた。また全翼式ながら安定性を考慮して、胴体後部に2つの垂直尾翼を設けていた。降着装置は前後に2輪ずつの4輪式であった。なお、12.7mm機関銃4丁を搭載しているが、機関銃で撃墜し損なった場合は主翼前縁を衝突させて敵機を切り裂くという運用構想だったとの説もある。

## スペック
XP-79B
- 全長：4.26 m[5]
- 全幅：11.58 m[5]
- 全高：2.13 m[5]
- 自重：2,649 kg[5]
- 全備重量：3,932 kg[5]

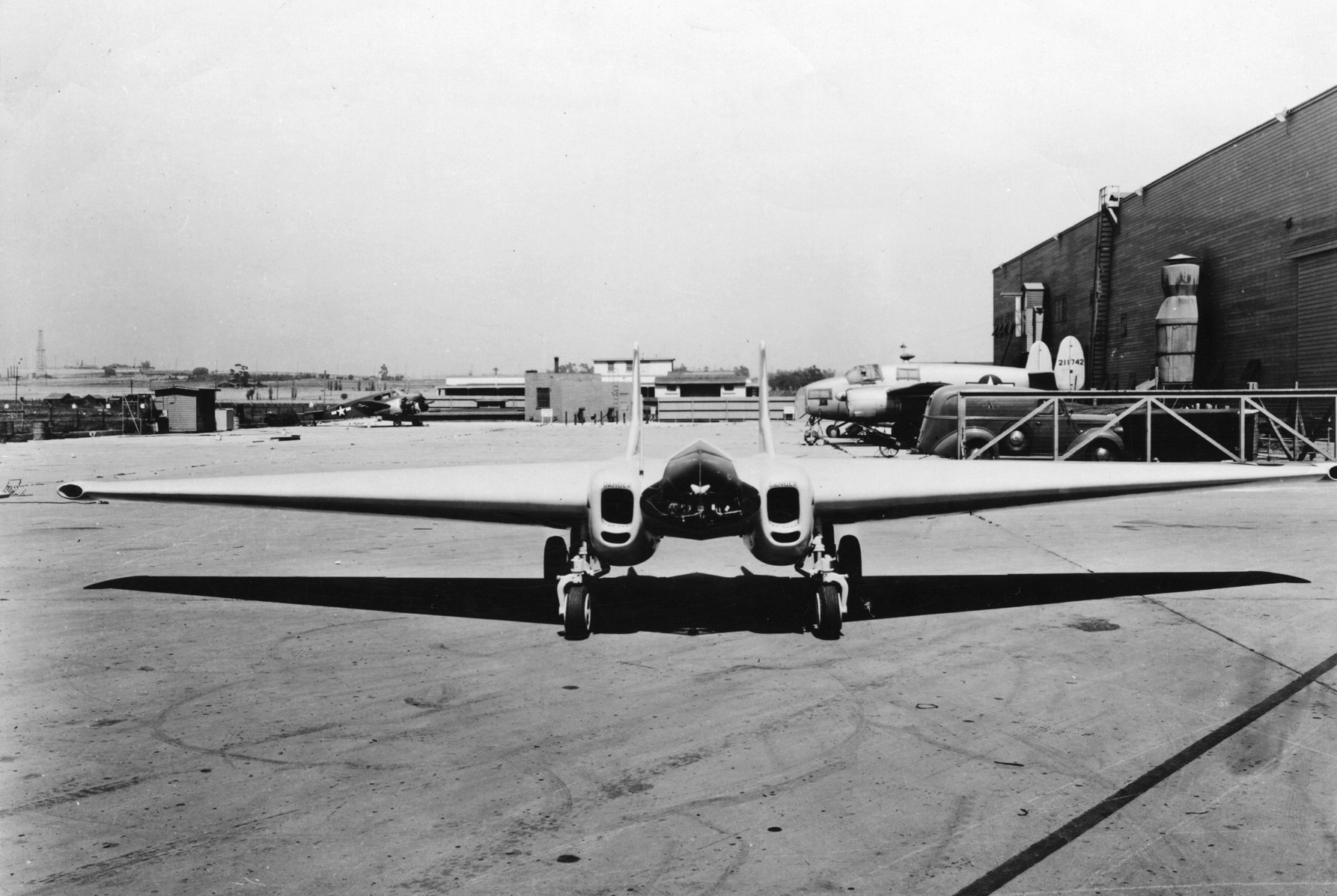
正面よりのXP-79

- エンジン：ウェスティングハウス 19B ターボジェットエンジン（推力：619 kg）×2[5]
- 最大速度：880 km/h（計算値）[5]
- 航続距離：1,598 km（計算値）[5]
- 上昇限度：12190 m
- 乗員：1名[5]
- 武装：12.7mm機銃 × 4[5]

## 登場作品

### ゲーム
『紺碧の艦隊2 ADVANCE』
アメリカの航空機として登場。史実とは異なる、対空攻撃方法としての「体当り」が設定されている。耐久力も同時期に戦闘機に比べ圧倒的に高い。